# Partikularism
Partikularism är åsikten att det inte finns några generella eller undantagslöst giltiga moraliska principer. Vilka överväganden som är avgörande för vilken handling som är riktig är i stället situationsbundet.